# Condado de Brienne
El Condado de Brienne (en francés: Comté de Brienne), fue un condado medieval francés ubicado en la histórica provincia de Champaña. El centro de su poder era la ciudad de Brienne-le-Château. Limitaba al sur con los Condados de Bar-sur-Seine y Bar-sur-Aube, al oeste con el Condado de Troyes y al norte con el Condado de Rosnay.

## Historia
El pagus Breonensis ya existía en el Reino franco de la época merovingia, y aparentemente estaba dividida en dos unidades administrativas durante el periodo carolingio.  En la capitular de Servais emitida por el rey Carlos el Calvo en 853, se lo conoce como «duobus Brionisis». A partir de la parte sur de la antigua pagus surgió el Condado de Brienne en el siglo X, mientras que al mismo tiempo en la parte norte se había establecido el Condado de Rosnay.
El Condado de Brienne no era uno de los grandes condados territoriales de la Francia medieval, el poder político de su casa era regionalmente limitado y, a más tardar, en el siglo XI tuvo que reconocer la soberanía de los poderosos condes de Champaña. Los condes de Brienne se habían hecho muy conocidos en la Alta Edad Media como una familia con una larga tradición cruzada. Su descendiente más famoso fue Juan de Brienne, quien se convirtió en rey de Jerusalén, emperador de Constantinopla y suegro del emperador Federico II Hohenstaufen. Las ramas menores de la familia de Brienne fueron condes de Bar-sur-Seine, Eu y Guînes. Otra rama de la familia del condado existió en Inglaterra hasta el siglo XVI.
Los condes de la rama principal se extinguieron en 1360 y los miembros de la familia de Enghien los sucederían como condes de Brienne hasta 1397. Después, el condado pasaría a manos de otra rama emparentada con la familia imperial de Luxemburgo.

## Lista de condes

### Casa de Brienne
- Engelberto I de Brienne (Angilbert) (c. 950-antes de 968), primer conde de Brienne conocido. Según el cronista Flodoardo, en 951, con su hermano Gotberto, construyeron el castillo de Brienne desde el cual saquearon la región hasta que el rey Luis IV vino a asediarla y destruirla.
- Engelberto II de Brienne (antes de 968-c. 990), hijos del anterior.
- Engelberto III de Brienne (c. 990-antes de 1008), hijo del anterior. Se casó por primera vez con Wandalmodis, hija de la condesa Adela de Salins. En segundas nupcias, tomó por esposa a Alix de Sens (y posiblemente de Joigny), hija del conde Renardo de Sens y viuda de Godofredo I de Joigny.
- Engelberto IV de Brienne (antes de 1008-antes de 1035),  posible hijo del anterior.
- Gualterio I de Brienne (c. 1035-c. 1089), hijo del anterior, se casó con Eustaquia de Tonnerre, hija de Milón III de Tonnerre.
- Erardo I de Brienne (1090-1125), hijo del anterior, se casó con Alix de Ramerupt, hija de Andrés de Ramerupt, señor de Ramerupt y de Arcis-sur-Aube.
- Gualterio II de Brienne (c. 1125-entre 1156 y 1161), hijo del anterior, se casó con una hija de Juan de Nesle, conde de Soissons 8 y de Avelina de Pierrefonds. Mostró gran generosidad durante el establecimiento de los monjes de la abadía de Basse-Fontaine en Brienne-la-Vieille.
- Erardo II de Brienne (c.1161-c.1191), hijo del anterior, se casó con de Inés de Montfaucon, hija de Amadeo II de Montfaucon-Montbéliard.
- Gualterio III de Brienne (c.1191-1205), hijo del anterior, se casó con Elvira de Sicilia, hija de Tancredo de Lecce rey de Sicilia.
- Gualterio IV de Brienne (1205-1246), hijo de Gualterio III de Brienne, se casó en 1233 con María de Lusignan, hija de Hugo de Lusignan, rey de Chipre.
- Juan de Brienne (1246-1260), hijo de Gualterio IV y de María de Lusignan, se casó con María de Enghien, señora de Thieusis.
- Hugo de Brienne (1261-1296), hermano del anterior, también fue conde de Lecce. Se casó con Isabel de la Roche, hija de Guido I de la Roche, duque de Atenas. En segundas nupcias, se casó con Helena Comnena Ducaina, hija de Juan I Ducas, gobernante de Tesalia y viuda de Guillermo I de la Roche, duque de Atenas.
- Gualterio V de Brienne (1296-1311), hijo del anterior con Isabel de la Roche. Fue duque de Atenas y esposo de Juana de Châtillon, hija de Gaucher V de Châtillon.
- Gualterio VI de Brienne (1311-1356), hijo de Gualterio V y Juana de Châtillon. Se casó con Juana de Brienne, hija de Raúl I de Brienne, conde de Eu y Juana de Mello.
- Isabel de Brienne conocida como «La Bella Helena» (1356-1360), señora de Ramerupt, Nevele et Machault. Heredó el título de condesa de Brienne a la muerte sin descendientes de su hermano Gualterio VI. En 1321 se casó con Gualterio III, señor de Enghien de Tubize y de Lembeek.

### Casa de Enghien
- Sigerio II de Enghien (1345-1364), hijo de Isabel, a quien se le transmitió el título de conde de Brienne a su muerte. Se casó con Juana de Condé, llamada de Morialmé, hija de Roberto de Condé, señor de Belœill.
- Gualterio IV de Enghien (1364-1381), hijo de Sigerio II de Enghien. Murió el 18 de julio de 1381 en el asedio de Gante con su hermano Gerardo. Como no tuvo descendientes, sus títulos pasaron a su tío Luis de Enghien.
- Luis de Enghien (1381-1394), hermano de Sigerio II de Enghien. Conde de Brienne, conde titular de Conversano (Apulia, Italia), duque titular de Atenas. Se casó con Juana de Sanseverino, hija de Antonio de Sanseverino, príncipe de Salerno, conde de Marsico y de Isabel de Baux.
- Margarita de Enghien (1394-1397), hija del anterior. Se casó con Juan de Luxemburgo, señor de Beauvoir (Beaurevoir) y Richebourg.

### Casa de Luxemburgo-Ligny
- Juan de Luxemburgo (1394-1397), hijo de Guido de Luxemburgo-Ligny y Matilde de Châtillon, heredera del Condado de Saint Pol. Señor de Beauvoir (Beaurevoir) y Richebourg, se convirtió en conde de Brienne y Conversano después de su matrimonio con Margarita de Enghien.
- Pedro I de Luxemburgo-Saint Pol (1397-1433). Se casó con Margarita de Baux, hija de Franciso de Baux, duque de Andria y Sueva Orsini.
- Luis de Luxemburgo-Saint Pol (1433-1475), hijo del anterior. Condestable de Francia, se casó con Juana de Bar, primera condesa de Marle y de Soissons (heredera en parte de la familia de Coucy), hija de Roberto de Bar y Juan de Béthune.
- Pedro II de Luxemburgo-Saint Pol (1475-1482). Hijo del anterior, se casó con Margarita de Saboya, hija del duque Luis I de Saboya y Ana de Lusignan de Chipre. No tuvieron descendencia masculina.
- Antonio de Luxemburgo-Ligny (1487-1519), hermano del anterior. Conde de Roussy y Brienne, se convirtió en conde de Ligny en 1510. Se casó con Francisca de Croÿ, hija de Felipe I de Croÿ-Chimay.
- Carlos I de Luxemburgo-Ligny (1519-1530), hijo del anterior y Francisca de Croÿ. Fue conde de Roussy, Brienne, de Ligny y caballero de la Orden de San Miguel, se casa con Carlota de Estouville, hija de Jacobo de Estouville, señor de Beine y de Blainville, preboste de París y chambelán del rey.
- Antonio II Luxemburgo-Ligny (1530-1557), hijo del anterior, se casó con Margarita, hija de René de Saboya, conocido como «el Gran Bastardo de Saboya», conde de Villars y Tende.
- Juan III de Luxemburgo-Ligny (1557-1576), hijo del anterior. Conde de Brienne y de Ligny, se casó con Guillemette de La Marck, hija de Roberto IV de La Marck, duque de Bouillon, príncipe de Sedan.
- Carlos II de Luxemburgo-Ligny (1576-1608), hijo de Jean de Luxemburgo-Ligny y Guillemette de La Marck. Cuando su padre murió en 1576, lo sucedió como conde de Brienne. Sin descendencia, le pasó el título de conde de Brienne a su hermana Luisa de Luxemburgo.
- Luisa de Luxembourg-Ligny (1608-1647), hermana de Carlos II de Luxemburgo-Ligny, quien le transmitió el título de condesa de Brienne a su muerte. Se casó con Bernardo III de Béon du Massés, marqués de Bouteville y gobernador de Saintonge, Angoumois y Limousin, con quien tuvo a Luisa de Béon.

### Casa de Loménie
- Luisa de Béon (1647-1665), hija de Luisa de Luxemburgo y Bernardo III de Béon du Massés. Condesa de Brienne, se casó con Enrique Augusto de Loménie, Secretario de Estado de Asuntos Exteriores de Mazarino durante la minoría de Luis XIV.
- Luis Enrique de Loménie de Brienne (1666-1698), hijo del anterior que lo sucedió como conde de Brienne. Secretario de Estado a los dieciséis años, se casó con Henrietta Bouthillier, hija de León Bouthillier, conde de Chavigny.
- Nicolás Luis de Loménie (1698-1758), hijo del anterior a quien sucede como conde de Brienne. En 1723 o 1732, se casó con Anne-Gabrielle Chamillart de Villate (Villette).
- Luis María Atanasio de Loménie (1758-1794), hijo del anterior que lo sucedió como conde de Brienne. En 1757, se casó con Marie-Anne-Étiennette Fizeaux de Clémont (Clermont) († 1812), hija de Etienne-Claude Fizeaux. Secretario de Estado en la guerra de 1787 a 1788, fue guillotinado el 10 de mayo de 1794 junto a otros cuatro miembros de su familia.